# 71-617
КТМ-17 (71-617 відповідно до Єдиної нумерації вагонів) — російський пасажирський високопідлоговий стажистський трамвайний вагон, створений в 1994 році на замовлення Москви на основі моделі 71-608.

## Історія створення

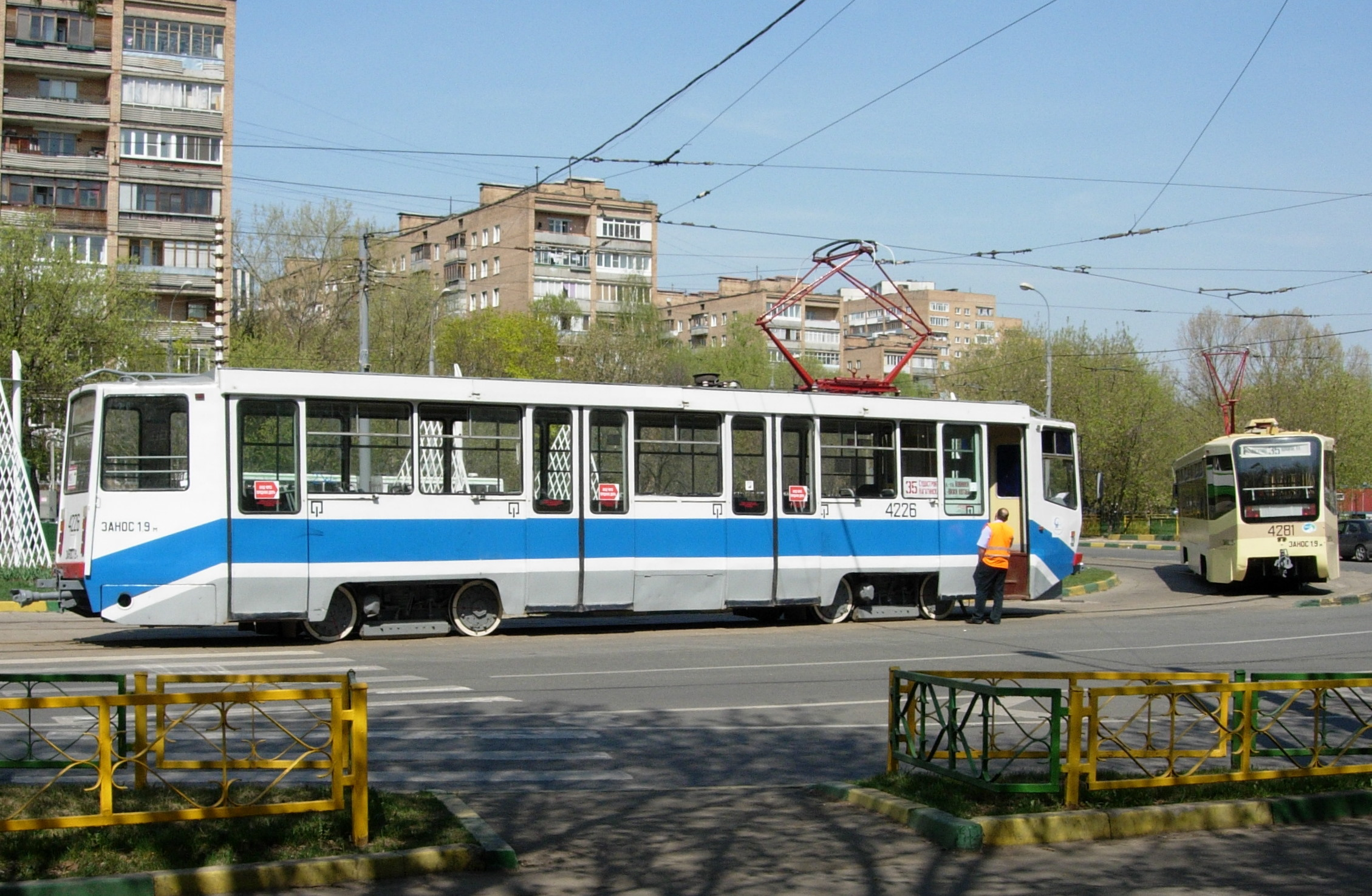
Вагон 71-617 в Москві, 2009

Перші два стажистські вагони, що отримали нову модель 71-617, були побудовані в 1994 році на замовлення Москва Москви. Спочатку вагони будувалися в кузові 71-608К, надалі використовувалися кузови 71-608КМ. На стажистських вагонах було здійснено перепланування кузова: збільшено простір кабіни, встановлено додаткове крісло інструктора та продубльовано механізми управління. Надалі при капітальному ремонті даних вагонів на ТРЗ заводські таблички змінювалися на нові, у яких модель вказувалася як 71-617КМ.

## Експлуатують міста
Станом на січень 2023 трамваї моделі експлуатуються в Томську та Іркутську
| № п/п | Експлуатуюча організація/ депо                                                                      | Заводський номер | Бортовий номер | Рік випуску | Примітка                      |
| 2     | ГУП Мосгортранс Жовтневе трамвайне депо                                                             | 00002            | 4164           | 1994        | На базі 71-608К               |
| 3     | МУП Іркутськміськтранс                                                                              | 00005            | 226            | 1999        | Передано з Москви у 2016 році |
| 4     | ГУП Мосгортранс Трамвайне депо імені Русакова                                                       | 00006            | 5257           | 1999        |                               |
| 5     | МУП Саратовміськелектротранс Кіровське трамвайне депо                                               | 00195            | 4226           | 1995        | Передано з Москви у 2016 році |
| 6     | МУП Іркутськміськтранс                                                                              | 00198            | 224            | 1995        | Передано з Москви у 2016 році |
| 7     | Томське міське муніципальне унітарне підприємство «Трамвайно-тролейбусне управління» Трамвайне депо | 00201            | 335            | 1995        | Передано з Москви у 2016 році |
| 8     | ГУП Мосгортранс Трамвайне депо імені Апакова                                                        | 00301            | 1240           | 1996        |                               |
| 9     | ГУП Мосгортранс Жовтневе трамвайне депо                                                             | 00303            | 4238           | 1996        |                               |
| 10    | ГУП Мосгортранс Трамвайне депо імені Апакова                                                        | 00307            | 1239           | 1996        |                               |
| 11    | ГУП Мосгортранс Жовтневе трамвайне депо                                                             | 00308            | 4249           | 1996        | Передано до Твері             |
| 12    | ГУП Мосгортранс Трамвайне депо імені Русакова                                                       | 00309            | 5243           | 1996        |                               |